# Nitin Sawhney
Nitin Sawhney, né en 1964, est un compositeur et producteur londonien d'origine indienne. Il vit à Rochester (Kent), en Angleterre.

## Biographie
Il s'exprime dans des styles musicaux variés tels que le jazz, le hip-hop, le drum and bass, le flamenco et des compositions orchestrales modernes. Ses œuvres principales sont Beyond Skin, Prophesy, Human et Philtre. Il est considéré comme un des pionniers de la scène underground asiatique, un genre musical mélangeant des influences musicales sud-asiatiques à l'électronique et au breakbeat.
Il collabore depuis de nombreuses années avec le chorégraphe britannique Akram Khan pour la création de musiques originales pour les spectacles de danse contemporaine de ce dernier.

## Discographie

### Albums
- 1994 : Spirit Dance, World Circuit
- 1995 : Migration (Nitin Sawhney), Outcaste Records
- 1996 : Displacing the Priest, Outcaste Records
- 1999 : Beyond Skin, Outcaste Records
- 2001 : Prophesy, V2/BMG
- 2003 : Human, V2
- 2005 : Philtre, V2
- 2008 : London Undersound
- 2011 : Last Days of Meaning
- 2013 : Onezero, Cherry Red Records
- 2015 : Dystopean Dream, Positiv LLP
- 2016: Water, Deutsche Grammophon
- 2017: Breathe (Original Motion Picture Soundtrack), First Score Music Limited
- 2017: Live at Roniie Scott's, Gearbox Records
- 2018: Mowgli: Legend of the Jungle (Original Motion Picture Soundtrack), Maisie Public Publishing
- 2019: Memory Echo (Hélène Grimaud), Deutsche Grammophon
- 2020: A Girl from Mogadishu (Original Motion Picture Soundtrack), Filmtrax Ltd.
- 2021: Immigrants, Positiv LLP, Sony Music

### Compilations
- 2004 : Fabric Live 15, Fabric
- 2004 : All Mixed Up, V2
- 2007 : In the Mind of Nitin Sawhney, V2

### Bandes originales de films
- The Dance of Shiva
- Split Wide Open (1999)
- Anita & Me (2002)
- Pure (2002)
- Second Generation (2003)
- Hari Om (2004)
- Lila Says (2004)
- Un nom pour un autre (2006)
- Human Planet (2012)
- Alfred's Hitchock's The Lodger (2012)
- 2017 : Breathe d'Andy Serkis
- 2018 : Mowgli : La Légende de la jungle (Mowgli: Legend of the Jungle) d'Andy Serkis
- 2021 : Life On Mars (Settlers) de Wyatt Rockefeller
- 2025 : La Ferme des animaux (Animal Farm) d'Andy Serkis

### Musiques de jeux
- Heavenly Sword (2007)
- Enslaved: Odyssey to the West (2010)